# تصمیم بهینه
در تئوری تصمیم‌گیری یک تصمیم بهینه، آن تصمیمی است که تصمیمات قابل دسترس به جز آن به نتیجه بهتری منجر نشود. برای مقایسه نتایج مختلف، معمولاً مطلوبیت‌های نسبی را به هریک از آن‌ها منتسب می‌کند. اگر نتیجه همراه با نااطمینانی باشد، تصمیم بهینه، مطلوبیت (متوسط) انتظاری را حداکثر می‌کند.
گاه، مسئله هم‌ارز حداقل‌سازی زیان را در نظر می‌گیرند، به‌ویژه در موقعیت‌های مالی، که در آن مطلوبیت، به‌عنوان نفع اقتصادی تعریف می‌شود.
مطلوبیت تنها یک اصطلاح دلخواه برای کمی کردن میزان مطلوب‌بودن نتیجه یک تصمیم خاص است و لزوماً به سودمندی آن مربوط نمی‌شود. در مواردی که نتیجه همراه با نااطمینانی باشد، تصمیم بهینه مطلوبیت انتظاری را حداکثر می‌کند.
مسئله یافتن تصمیم بهبنه، یک مسئله بهینه‌سازی ریاضی است. در عمل، افراد معدودی، بهینه‌بودن تصمیمات خود را بررسی می‌کنند، درعوض از رهیافت‌های شهودی‌تر برای یافتن تصمیماتی که «به اندازه کافی خوب» هستند، استفاده می‌کنند.
دلایل نوعی، برای یک رهیافت صوری‌تر زمانی پدیدار می‌شود که تصمیم چنان مهم است که زمانی برای تحلیل آن صرف شود، و در عین حال با رهیافت‌های شهودی ساده، حل آن پیچیده خواهد شد.

## صورت ریاضی
هر تصمیم {\displaystyle d} از مجموعه گزینه‌های تصمیم در دسترس {\displaystyle D} منجر به برآمد ({\displaystyle o=f(d} خواهد شد. همه برآمدهای ممکن از مجموعه {\displaystyle O}  است. به هر برآمد، مطلوبیت ({\displaystyle U_{O}(o} نسبت داده می‌شود، پس می‌توان برای هر تصمیم خاص {\displaystyle d} مطلوبیت را به شکل زیر تعریف کرد
{\displaystyle U_{D}(d)\ =\ U_{O}(f(d))\,}
می‌توان تصمیم بهینه {\displaystyle d_{\mathrm {opt} }}را اینگونه تعریف کرد که ({\displaystyle U_{D}(d}را حداکثر می‌کند.
{\displaystyle d_{\mathrm {opt} }=\arg \max \limits _{d\in D}U_{D}(d)\,}
حل مسئله می‌تواند به سه گام تقسیم شود:
1. پیش‌بینی برآمد {\displaystyle o} از هر تصمیم {\displaystyle d}
2. نسبت دادن مطلوبیت ({\displaystyle U_{O}(o} به هر برآمد {\displaystyle o}
3. یافتن تصمیم {\displaystyle d} که ({\displaystyle U_{D}(d} را ماکزیمم می‌کند

## برآمد همراه نااطمینانی
در این حالت، پیش‌بینی قطعی برآمد تصمیمی خاص ممکن نیست، رهیافت احتمالی لازم است. شکل عمومی آن را به این شرح می‌توان بیان کرد:
برای تصمیم مفروض {\displaystyle d}، توزیع احتمال برآمدهای ممکن با چگالی احتمال شرطی ({\displaystyle p(o|d} داده  می‌شود، و بنابراین می‌توان مطلوبیت انتظاری تصمیم {\displaystyle d} را به شکل زیر محاسبه کرد:
{\displaystyle U_{D}(d)=\int {p(o|d)U(o)do}\,}   
که انتگرال بر کل مجموعه {\displaystyle O} گرفته شده است.
در این صورت تصمیم بهینه  {\displaystyle d_{\mathrm {opt} }} آنست که ({\displaystyle U_{D}(d} این تعریف را حداکثر کند.
{\displaystyle d_{\mathrm {opt} }=\arg \max \limits _{d\in D}U_{D}(d)\,}